# Henrik Stutzmann
Henrik Stutzmann (* 25. April 1970) ist ein deutscher Jurist. Er ist seit dem 1. Dezember 2013 Richter am Bundesfinanzhof.

## Leben und Wirken
Stutzmann trat nach Abschluss seiner juristischen Ausbildung 1997 in den Justizdienst des Freistaates Sachsen ein und war zunächst am Arbeitsgericht Chemnitz und Arbeitsgericht Leipzig als Richter und anschließend bei der Staatsanwaltschaft Leipzig tätig. 2000 wurde er zum Richter am Amtsgericht ernannt. Zeitgleich erfolgte seine Abordnung an das Sächsische Finanzgericht. 2005 wurde Stutzmann dort zum Richter am Finanzgericht ernannt. Von 2009 bis 2011 war er als Wissenschaftlicher Mitarbeiter an das Bundesverfassungsgericht abgeordnet.
Das Präsidium des Bundesfinanzhofs wies Stutzmann zunächst dem IV. Senat zu, der für die Besteuerung von Einkünften aus Land- und Forstwirtschaft sowie der Personengesellschaften zuständig ist.